# Santiago Freire
José Santiago Freire Abeijón, (Carantoña, parroquia de Tállara (Lousame), 1967) es un veterinario y político gallego por el Partido Popular de Galicia (PPdeG). Fue alcalde de Lousame y tiempo después de Noya.

## Trayectoria
Estudió bachillerato en el IES Virxe do Mar de Noya y la carrera de veterinaria de la Universidad de León. Trabajó como veterinario en el sector privado y posteriormente logró una plaza de inspector de Salud Pública. En las elecciones municipales de 2003 lideró la candidatura del PPdeG en el municipio de Lousame, logrando la alcaldía gracias al apoyo de una concejala independiente, desbancando al PSdeG-PSOE que gobernaba dicho municipio desde sus primeras elecciones democráticas. En las sucesivas elecciones de los años 2007 y 2011 logró la mayoría absoluta de votos. En septiembre de 2012 renunció a la alcaldía de Lousame para formar parte de la candidatura del PPdeG a las elecciones autonómicas del 21 de octubre de 2012, en las que fue elegido diputado en el Parlamento de Galicia.
En las elecciones municipales de 2015 lideró las listas del PPdeG a la alcaldía de Noya . Su partido no consiguió la mayoría absoluta y se mantuvo en la oposición durante varios meses, hasta que en febrero de 2016, gracias a una moción de censura con el apoyo del partido Noieses Independientes Agrupados (NO.IA), accedió a la alcaldía y pasó a gobernar en coalición con dicha formación. En las elecciones municipales de 2019 y 2023 volvió a lograr la alcaldía de Noya con el apoyo de NO.IA.
En agosto de 2025, los grupos municipales del PSOE, Marea Cidadá, BNG y el concejal no adscrito Luis Alamancos acordaron una moción de censura contra la alcaldía del PP, proponiendo como sucesor a la alcaldía al socialista Francisco Pérez Caamaño.
 La moción estaba amparada por una reciente sentencia del Tribunal Constitucional que permitiría a los tránsfugas participar en estos procesos. 
En la sesión plenaria celebrada el 11 de agosto de 2025, la moción prosperó sin incidencias y Francisco Pérez Caamaño fue investido nuevo alcalde de Noya.

## Polémicas
Durante los actos institucionales con motivo del Día Internacional de la Mujer, el 8 de marzo de 2017 Santiago Freire pronunció una serie de comentarios considerados machistas, entre ellos: "la mujer es capaz de sangrar sin cortarse", "la mujer es capaz de dar a luz sin corriente" y "la mujer es capaz de tocar las narices sin acercarse". 
El noiés pidió disculpas al día siguiente a través de un comunicado, afirmando que sus comentarios habían sido desafortunados, que no pretendía ofender ni menoscabar la dignidad de las mujeres y que su intención era expresar admiración hacia ellas.